# Cornwallis Maude (3e vicomte Hawarden)
Cornwallis Maude, 3e vicomte Hawarden (28 mars 1780 - 12 octobre 1856) est un homme politique conservateur britannique.

## Biographie
Il est le fils de Cornwallis Maude (1er vicomte Hawarden), et de sa deuxième épouse Anne Isabella Monck, et succède à son demi-frère comme vicomte en 1807. En 1836, il est élu pair représentant irlandais et siège sur les bancs conservateurs de la Chambre des lords. Il est Lord-in-waiting (whip du gouvernement à la Chambre des Lords) sous Robert Peel de 1841 à 1846 et sous le comte de Derby en 1852.
Lord Hawarden épouse Jane, fille de Patrick Crawford Bruce, en 1811. Elle est décédée en 1852. Hawarden lui survit quatre ans et est décédé en octobre 1856, à l'âge de 76 ans.Son fils unique Cornwallis, lui succède, et est créé comte de Montalt en 1886.